# Harry Collins (socioloog)

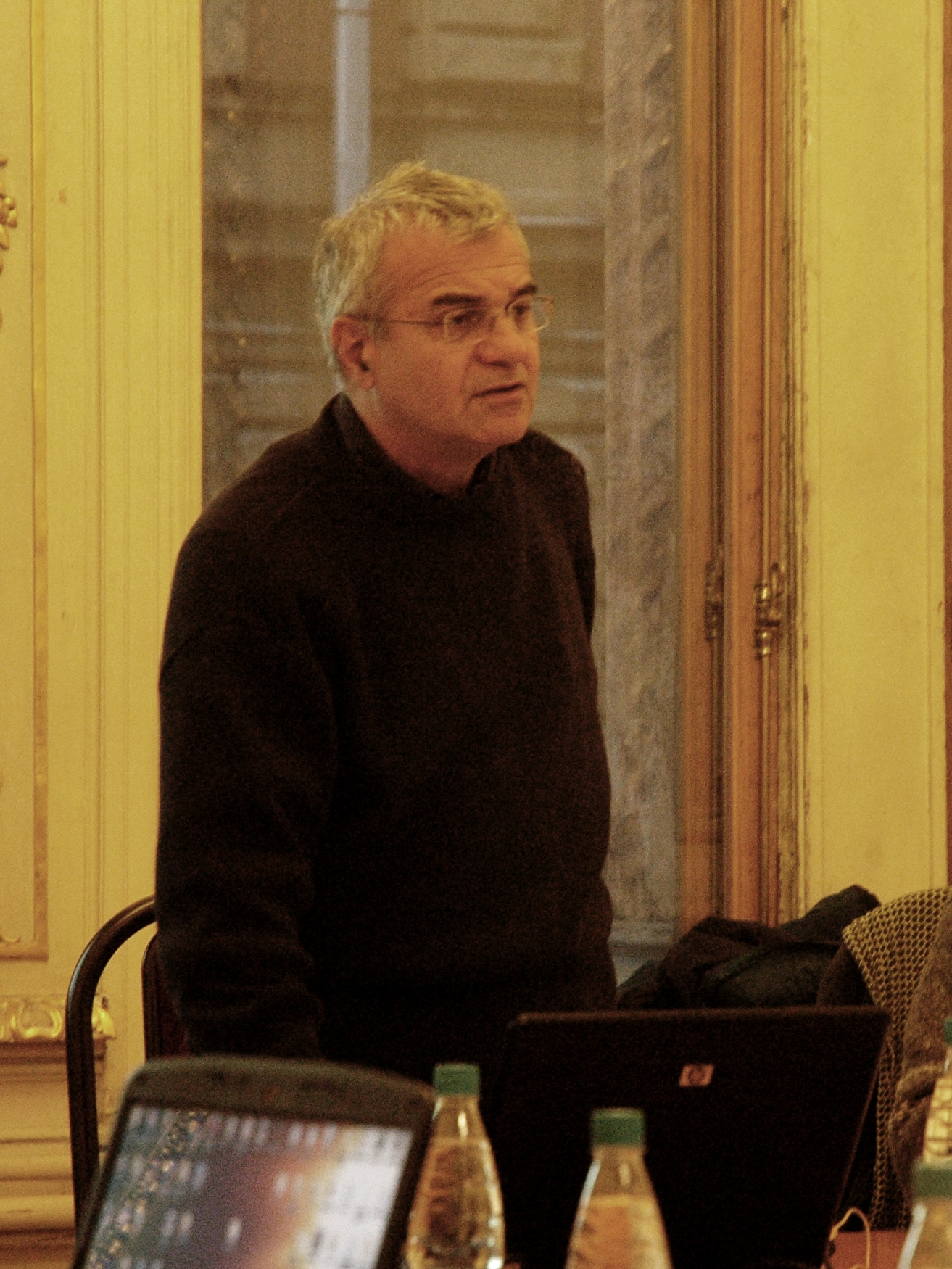
Harry Collins in 2010.

Harry Collins (13 juni 1943) is een Brits socioloog die zich focust op wetenschapssociologie. Zijn werk maakt deel uit van een nieuwe beweging binnen de wetenschaps- en kennissociologie, de zogenaamde 'sociologie van de wetenschappelijke kennis' (Sociology of Scientific Knowledge, SSK). Collins is de voornaamste vertegenwoordiger van de zogenaamde 'Bath-school' (aan de universiteit van Bath), die de nadruk legde op een sociale studie van laboratoria en experimenten.
In 2012 werd hij verkozen tot Fellow van de British Academy.

## Denken
Collins is vooral bekend omwille van zijn boek Changing Order (1985). Voornamelijk geïnspireerd door Ludwig Wittgenstein en de fenomenologische sociologie ontwerpt hij een theoretisch kader om het gedrag van wetenschappers, en de wijze waarop zij regels opstellen en volgen, te begrijpen. Collins' voornaamste casestudie is de wetenschappelijke controverse rond het bestaan en detecteren van zwaartekrachtgolven in de 20e-eeuwse fysica, met name via het werk van Joseph Weber. 
In deze context introduceert Collins ook de zogenaamde 'regressie van de experimentator' (experimenter's regress). Deze regressie verwijst naar het feit dat om het bestaan van een nog controversieel fenomeen aan te tonen, zoals zwaartekrachtsgolven, moet men een adequaat wetenschappelijk experiment ontwikkelen. Echter om te weten of het experiment zelf adequaat is, dient men al zeker te zijn dat de fenomenen bestaan, of dient men een nieuw experiment uit te voeren dat een adequate replicatie is van het eerste experiment. De adequaatheid van het laatste experiment ligt op haar beurt weer niet vast en dient bevestigd te worden door een volgend experiment, enzovoort tot in het oneindige. De adequaatheid kan dus niet ultiem beslecht worden, tenzij door toedoen van sociale factoren of beslissingsmacht. Op dit regressie-argument is veel weerwoord gekomen, onder meer door Allan Franklin, Peter Galison en David Gooding.
Het perspectief van Collins wordt vaak getypeerd als een vorm van relativisme en sociaal constructivisme. Collins hanteert dit label zelf ook, maar ziet beide slechts als een methodologisch vertrekpunt. Men moet doen alsof er geen verschil is tussen pseudowetenschappen zoals parapsychologie en fysica, of tussen ingebeelde UFO's en reële zwaartekrachtgolven om de sociale factoren die meespelen beter naar voren te brengen.
Samen met Steven Yearley schreef Collins ook een invloedrijk artikel in 1992 getiteld "Epistemological chicken" waarin zij nieuwe ontwikkelingen in de wetenschapssociologie bekritiseren als misstappen. Zo bekritiseren zij enerzijds de fascinatie met reflexiviteit in het werk van auteurs zoals Steve Woolgar, maar vooral ook de dan opkomende actor-netwerktheorie van Michel Callon en Bruno Latour. Deze zouden hervallen in naïeve vormen van positivisme en realisme die het sociologisch perspectief juist achter zich wilde laten.
Een verwante kritiek is te vinden in het boek Why Democracies Need Science (2017) dat Collins samen met Robert Evans schreef en waarin hij nader ingaat op het begrip 'expertise'. Zelf typeren ze deze bijdrage als de 'derde golf in de science studies'. Ze waarschuwen voor verkeerde tendensen binnen de wetenschapssociologie die de foutieve conclusie trekken uit het bekritiseren van wetenschappelijke expertise, namelijk dat plots iedereen expert zou zijn geworden. Eerder spreken zij van 'interactionele expertise', dat vat probeert te krijgen om het werk en de kenmerken die nodig zijn om adequate expertise over een vakdomein op te bouwen.